# Fehérmellényű csúfolórigó
A fehérmellényű csúfolórigó (Ramphocinclus brachyurus) a madarak osztályának a verébalakúak (Passeriformes) rendjéhez és a gezerigófélék (Mimidae) családjához tartozó Ramphocinclus nem egyetlen faja.

## Rendszerezése
A fajt Louis Pierre Vieillot francia ornitológus írta le 1818-ban, a Turdus nembe Turdus brachyurus néven.

## Alfajai
- Ramphocinclus brachyurus brachyurus (Vieillot, 1818) - Martinique
- Ramphocinclus brachyurus sanctaeluciae Cory, 1887 - Saint Lucia [2]

## Előfordulása
A Kis-Antillákhoz tartozó, Martinique és Saint Lucia szigetein honos. Természetes élőhelyei a szubtrópusi vagy trópusi lombhullató erdők és cserjések. Állandó, nem vonuló faj.

## Megjelenése
Testhossza 23 centiméter. A kifejlett madárnak tollazata sötétbarna, torka, melle és hasa fehér.

## Életmódja
Mindenevő, ízeltlábúakkal, gyümölcsökkel és bogyókkal táplálkozik, de fogyaszt kisebb gerinces állatokat is.

## Természetvédelmi helyzete
Az elterjedési területe nagyon kicsi, egyedszáma 1300-1400 példány közötti és csökken. A Természetvédelmi Világszövetség Vörös listáján veszélyeztetett fajként szerepel.